# Camelback (Lokomotive)

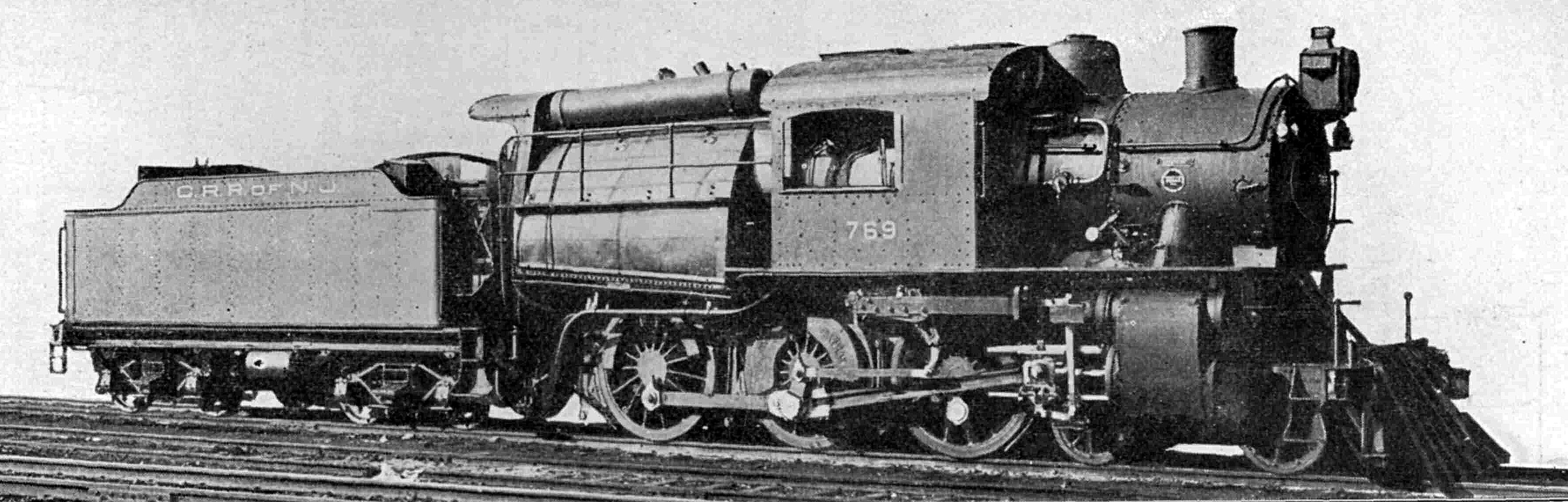
Eine 1912 für die Central Railroad of New Jersey von den Baldwin Locomotive Works gebaute Camelback L7s mit der Achsfolge 2'C.

Als Camelback wird eine zugkräftige amerikanische Dampflokomotivbauweise bezeichnet, deren überdachter Führerstand in der Mitte der Maschine, rittlings wie ein Sattel auf dem Dampflokomotivkessel, sitzt. Diese Besonderheit war aufgrund der Konstruktion der Lokomotive notwendig geworden, in deren Zentrum eine mit Anthrazitkohle beheizte, besonders große Feuerbüchse stand, welche dem Lokführer nur einen sehr beschränkten Arbeitsplatz und eine äußerst schlechte Sicht gelassen hätte. Nur der Heizer behielt seine Position hinter dem Stehkessel, jedoch auf dem Tender stehend. Bei den frühen Camelbacks war er Wind und Wetter noch vollkommen ausgeliefert, später konnte er sich unter einem kleinen Winddach am Lokomotivheck etwas schützen.
Das Baumuster der Camelbacks wird heute im amerikanischen auch als „Mother Hubbard“ bezeichnet und umgekehrt. Das war nicht immer so. Die frühen Maschinen wurden aufgrund ihrer Form als „Camels“, später „Camelbacks“ bezeichnet. Erst als ab 1877 die neue Bauart aufkam, erschien für diese der Name „Mother Hubbard“.
Ziel des Konstrukteurs Ross Winans (1796–1877) war es, eine besonders zugkräftige und gleichzeitig sparsame Dampflokomotive zu entwickeln.

## Entwicklung

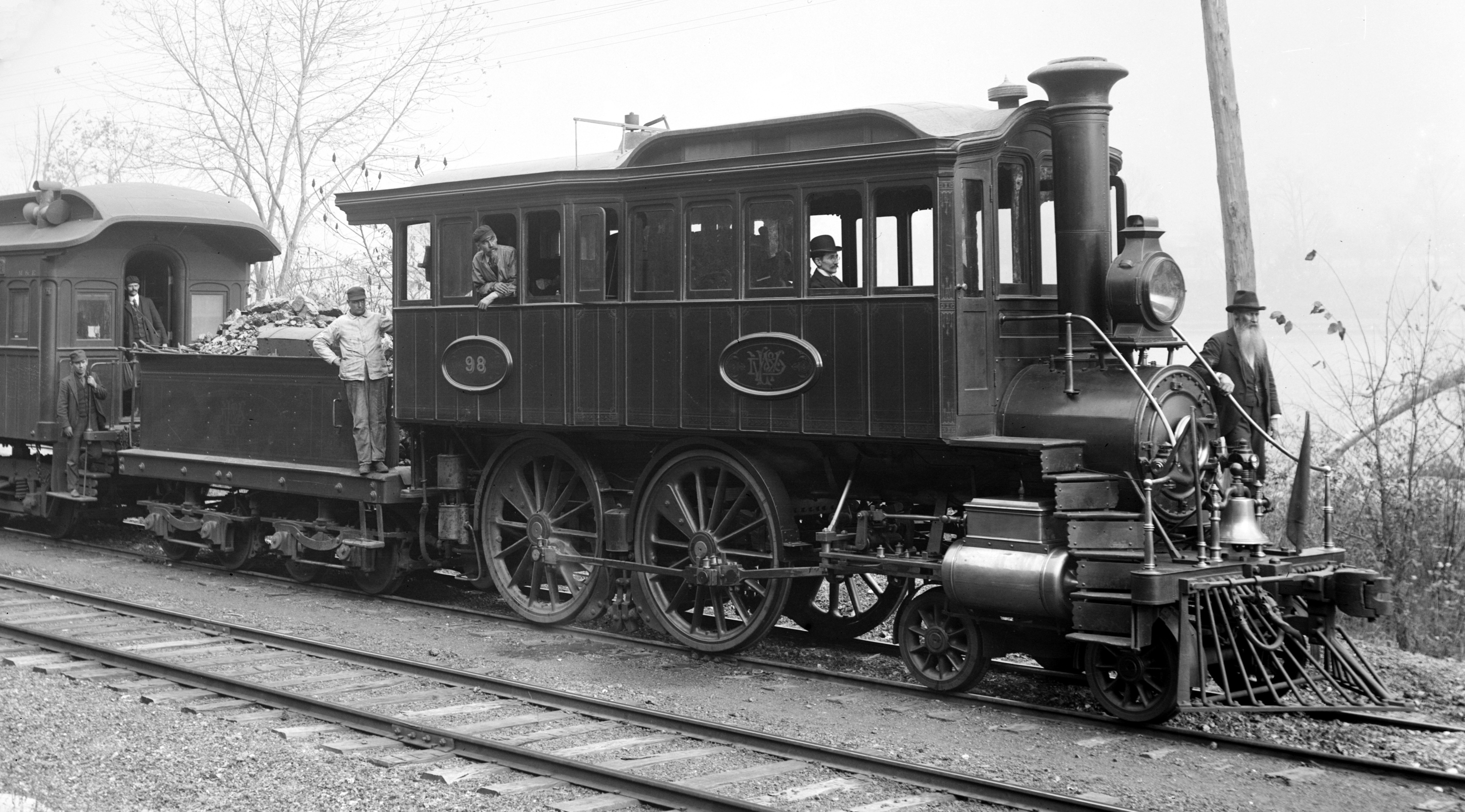
Eine Camelback etwa im Jahr 1900

### Vorläufer und frühe Jahre
In den frühen 1840er Jahren hatte die Baltimore and Ohio Railroad Interesse an einer Hochleistungsdampflokomotive für den Güterverkehr. So entstand von 1844 bis 1847 eine Lokserie mit dem Spitznamen „Muddigger“.
1853 konzipierte und baute der amerikanische Erfinder und Ingenieur Ross Winans, welcher u. a. auch die „Muddiggers“ entwickelt hatte, die erste Camelback-Serie mit der Achsfolge D. Winans hatte große Erfahrung im Maschinenbau. Er war in den 1820er Jahren nach Baltimore gekommen und hatte bereits 1831 Personenwagen mit Drehgestellen ausgerüstet. Daher meldete er am 1. Oktober 1834 ein Patent für bewegliche Achsen an. Neben seinen Arbeiten für die Eisenbahn, beschäftigte sich Winans und sein Sohn Thomas auch intensiv mit neuzeitlichem Schiffbau.
Der langgestreckte Führerstand von Winans frühen Camelbacks reichte vom mächtigen Schornstein bis zur Feuerbüchse und saß direkt über dem Langkessel. Der hohe Zustieg fand über eine Treppe am Heck der Lokomotive statt. Der Arbeitsplatz des Heizers befand sich bei diesen frühen Maschinen auf einer großen Plattform am Tender. Von dort konnte er, bei manchen Camelbacks unterstützt durch eine Rutsche, den Kessel mit Anthrazitkohle befeuern. Dieser Kohlentyp war die Ursache der Bauüberlegungen, da Anthrazitkohle zwar einen hohen Energiegehalt besitzt, diesen aber nur langsam abgibt, was große Rostflächen und damit eine große Feuerbüchse notwendig macht.
Ab 1853 entwickelte Samuel Hayes, ein anderer Meister des amerikanischen Lokomotivbaues, eine Reihe Camelbacks mit der Achsfolge 2’C für den Personenverkehr. Mit Neuerungen in den 1870er Jahren wurde dieser frühe Camelback-Typ bis in die 1890er Jahre im Dienst gehalten und danach ausgemustert.

### Geburt der „klassischen“ Camelback und finanzieller Erfolg

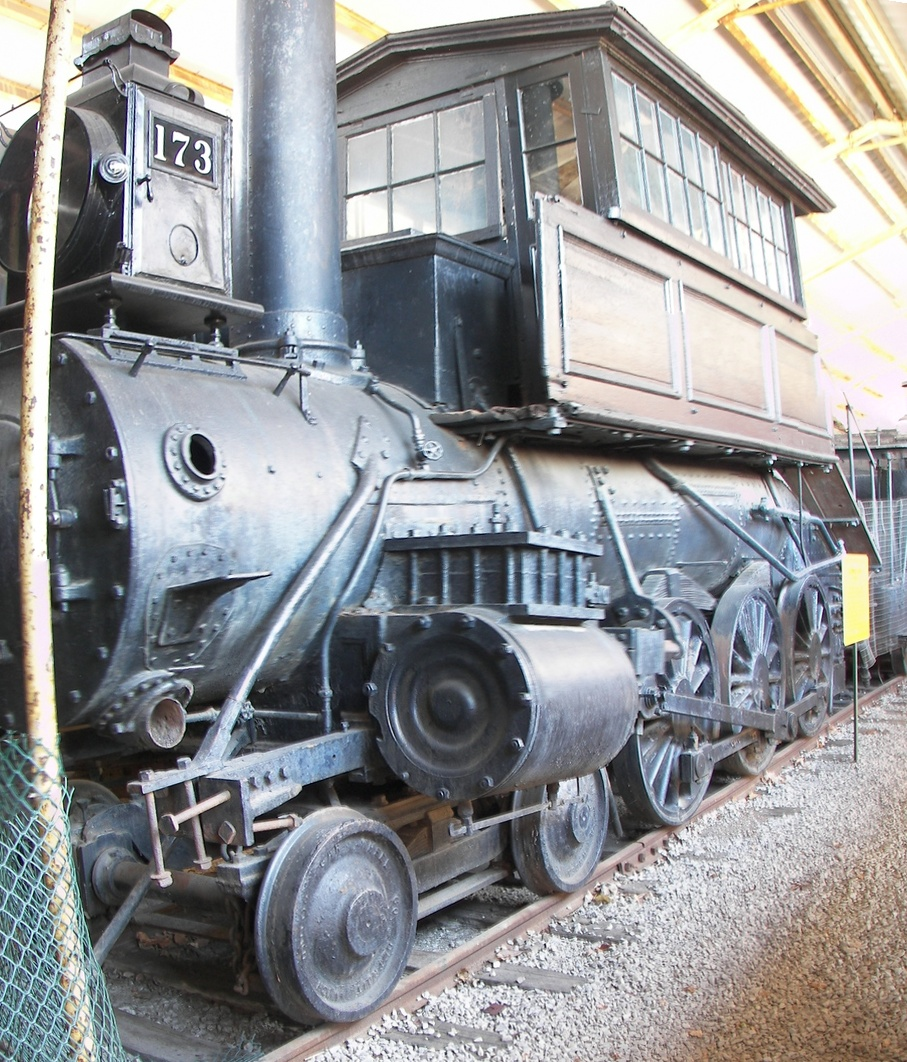
Die 1873 für die Baltimore & Ohio Railroad (B&O) gebaute Camelback im Museum

Die Camelbacks mit ihrem nachhaltig bekannt gebliebenen optischen Erscheinungsbild wurden erst ab 1877 gebaut. Meist gilt dieses Jahr als Geburtsjahr der eigentlichen Camelback. Auch diese Konstruktion besaß zunächst nur die Achsfolge 2’C, hatte sich indes von dem merkwürdigen Erscheinungsbild einer amerikanischen Ten-Wheeler, welche ihr Führerhaus auf dem Rücken trägt, vollkommen gelöst. Der Führerstand war nun an die Flanken des Kessels heruntergesetzt und ließ die stets etwas unförmig wirkende Lokomotive doch in gewisser Weise schnittig werden. Immerhin erfüllte diese Maschine alle in sie gesetzten wirtschaftlichen Erwartungen. Im Vergleich zu den bisher auf den Strecken gelaufenen anderen Lokomotiven sparte eine Camelback dem Unternehmen Kosten von damals rund 2000 Dollar pro Jahr (im Wert von rund 30 000 Dollar heute). Es gab die unterschiedlichsten Ausführungen. 
Camelbacks erfreuten sich großer Beliebtheit, sie waren in allen Dienstarten und mit vielen Achsanordnungen zu finden, besonders häufig als 2’B, 2’C und 1’D, aber auch als 1’C und 2’D und bei der Erie Rd. auch als 1’E. Diese Bahngesellschaft besaß auch die einzigen Camelback-Mallets mit der Achsfolge D’D. Von den vielen der in den USA sehr häufigen 1’D1’-Maschinen liefen aber lediglich sieben Exemplare der Lehigh Valley Rd. als Camelbacks. Ebenso besaß diese Bahn die einzigen Camelback-Pacifics. Einmalig blieben auch die zehn 1’C1’-Lokomotiven dieser Bahn. Bei der Philadelphia & Reading verkehrten wiederum die einzigen 2A1’- und 1’B1’-Camelback-Lokomotiven und bei der St.Clair Tunnel Comp. die einzigen E-Tenderlokomotiven dieser Bauart. Camelbacks eigneten sich auch besonders für Schnellfahrten. Die hohe Kessellage und die auf der großen Strahlungsheizfläche beruhende Überlastungsfähigkeit wirkten sich positiv aus.

### Mangelnde Fahrzeugsicherheit und Ende
Die Camelbacks waren aufgrund ihres konstruktionsbedingten Aufbaus im täglichen Fahrbetrieb für Lokführer und Heizer nicht ganz ungefährlich. Beide mussten alleine ihren Dienst an zwei verschiedenen Arbeitsplätzen verrichten und konnten sich während der Fahrt nur schwerlich abstimmen oder unterstützen. Neben diesen Kommunikationsschwierigkeiten musste der Lokführer bei Unfällen auch um sein Leben bangen, saß er doch direkt über einer Treibstange. Der Heizer hingegen war trotz eines kleinen Schutzdaches an der Lokomotive auf dem Tender den Unbilden der Natur ausgesetzt und ohne Unterstützung. 
Camelbacks wurden noch bis 1927 hergestellt. In der Folgezeit wurden die noch im Einsatz stehenden Maschinen ausgemustert oder zu herkömmlichen Lokomotiven mit einem Führerstand hinter dem Stehkessel umgebaut.

## „Camelbacks“ aus Europa
Soweit bekannt, fand keine Camelback den Weg über die Grenzen der Vereinigten Staaten von Amerika. Doch scheint man in Europa zumindest auf das Arbeitsprinzip dieser Lokomotiven aufmerksam geworden zu sein. Ab 1884 baute die belgische Firma Cockerill drei Maschinen mit dem Führerstand in der Mitte. Aufgrund belgischer Konstruktionsbedingungen wurde der Führerstand nur an die rechte Seite des Kessels gebaut, was die Streckensicht des Lokführers sehr stark einschränkte. Die Feuerbüchse dieser Lokomotiven wurde mit zwei Heizern über drei Feuertüren beschickt. Die Verständigung zwischen Heizern und Lokführer erfolgte über ein Sprachrohr. Den Maschinen war kein Erfolg beschieden. Nach einem Umbau wurden die beiden verbliebenen Lokomotiven während des Ersten Weltkriegs verschrottet.

## Bedeutende Camelbacks

### Erie-Klasse L-1
Die größte Camelback, die L-1 mit der Mallet-Achsfolge D’D, wurde im Jahre 1907 für die Erie Railroad von der Firma ALCo in drei Exemplaren gebaut (No. 2600–2602). Sie war zu ihrer Zeit die zugkräftigste Dampflokomotive auf dem amerikanischen Kontinent und wurde in den Allegheny Mountains, einem Teil der Appalachen, bei Steigungsfahrten eingesetzt. 1921 folgte ihr Ende als Camelback-Lokomotiven. Alle drei Maschinen erhielten einen Vollumbau, bei dem der Führerstand nun konventionell an den Stehkessel verlegt und die Achsfolge auf (1’D)D1’ geändert wurde. Im Jahre 1930 wurden die L-1 außer Dienst gestellt. 
Die L-1 hatte eine Leermasse von 186 Tonnen (410.000 lbs). Ihr Tender fasste 32 000 Liter Wasser sowie 14 500 Kilogramm Anthrazitkohle.

## Erhaltene Camelbacks
| Hersteller                        | Achsfolge | Baujahr | Bahngesellschaft und Klasse                               | Betriebsnr. | Standort                                                                                      |
| --------------------------------- | --------- | ------- | --------------------------------------------------------- | ----------- | --------------------------------------------------------------------------------------------- |
| Baltimore and Ohio Railroad (B&O) | 2’C       | 1869    | Baltimore and Ohio Railroad                               | Nr. 217     | B&O Railroad Museum, Baltimore, Maryland                                                      |
| Baltimore and Ohio Railroad (B&O) | 2’C       | 1873    | Baltimore and Ohio Railroad                               | Nr. 173     | Museum of Transportation, St. Louis, Missouri                                                 |
| ALCo                              | 2’B1’     | 1901    | Central Railroad of New Jersey Klasse P-6s                | Nr. 592     | B&O Railroad Museum, Baltimore, Maryland                                                      |
| Baldwin                           | B         | 1903    | Reading Company Klasse A-4b                               | Nr. 1187    | Letzte Dienstfahrt: 25. Mai 1967 Railroad Museum of Pennsylvania, Strasburg, Lancaster County |
| ALCo                              | 2’B       | 1905    | Delaware, Lackawanna and Western Railroad Nr. 944 bis 955 | Nr. 952     | Museum of Transportation, St. Louis, Missouri                                                 |

## Unternehmen, die Camelbacks bauten
- Danforth & Cook Locomotive Works (Danforth Locomotive Works), Paterson, New Jersey[7]
- American Locomotive Company (Alco), Schenectady, New York
- Baldwin Locomotive Works, Philadelphia ab 1902 Eddystone (Pennsylvania)
- Brooks Locomotive Company, Dunkirk, New York

## Gesellschaften, bei denen Camelbacks im Einsatz waren
- Atchison, Topeka and Santa Fe Railway
- Baltimore and Ohio Railroad[8]
- Central Railroad of New Jersey
- Chicago and Eastern Illinois Railroad
- Chicago and Indiana Coal Railroad
- Delaware and Hudson Railway[7]
- Delaware, Lackawanna and Western Railroad
- Erie Railroad
- Lehigh and Hudson River Railway
- Lehigh and New England Railroad
- Lehigh Valley Railroad[1]
- Long Island Rail Road
- Maine Central Railroad
- Missouri-Kansas-Texas Railroad
- Nashville, Chattanooga and St. Louis Railroad
- New York, Ontario and Western Railroad
- New York, Susquehanna and Western Railway
- Pennsylvania Railroad
- Reading Railroad
- Staten Island Rapid Transit
- Southern Pacific Railroad
- Union Pacific Railroad
- Wheeling and Lake Erie Railroad